# Dialogträd

Ett exempel på ett enkelt dialogträd.

Ett dialogträd eller konversationsträd (från engelskans dialog tree respektive conversation tree) är en datorspelsmekanik som används i många äventyrsspel (inklusive actionäventyrsspel) och datorrollspel. När spelaren interagerar med en icke-spelbar figur, får denne välja vad som ska sägas och göra påföljande val tills konversationen slutar. En del datorspelsgenrer, som visuella romaner och datingsimulatorer, kretsar nästan helt runt dessa figurinteraktioner och förgrenade dialoger.

## Historik
Konceptet för dialogträd har funnits länge innan datorspelen uppfanns. Det tidigaste kända dialogträdet beskrivs i berättelsen "The Garden of Forking Paths" av Jorge Luis Borges från 1941, där Ts'ui Pêns kombinationsbok gör att alla viktiga utfall från en händelse förgrenas till egna kapitel.

## Datorspel

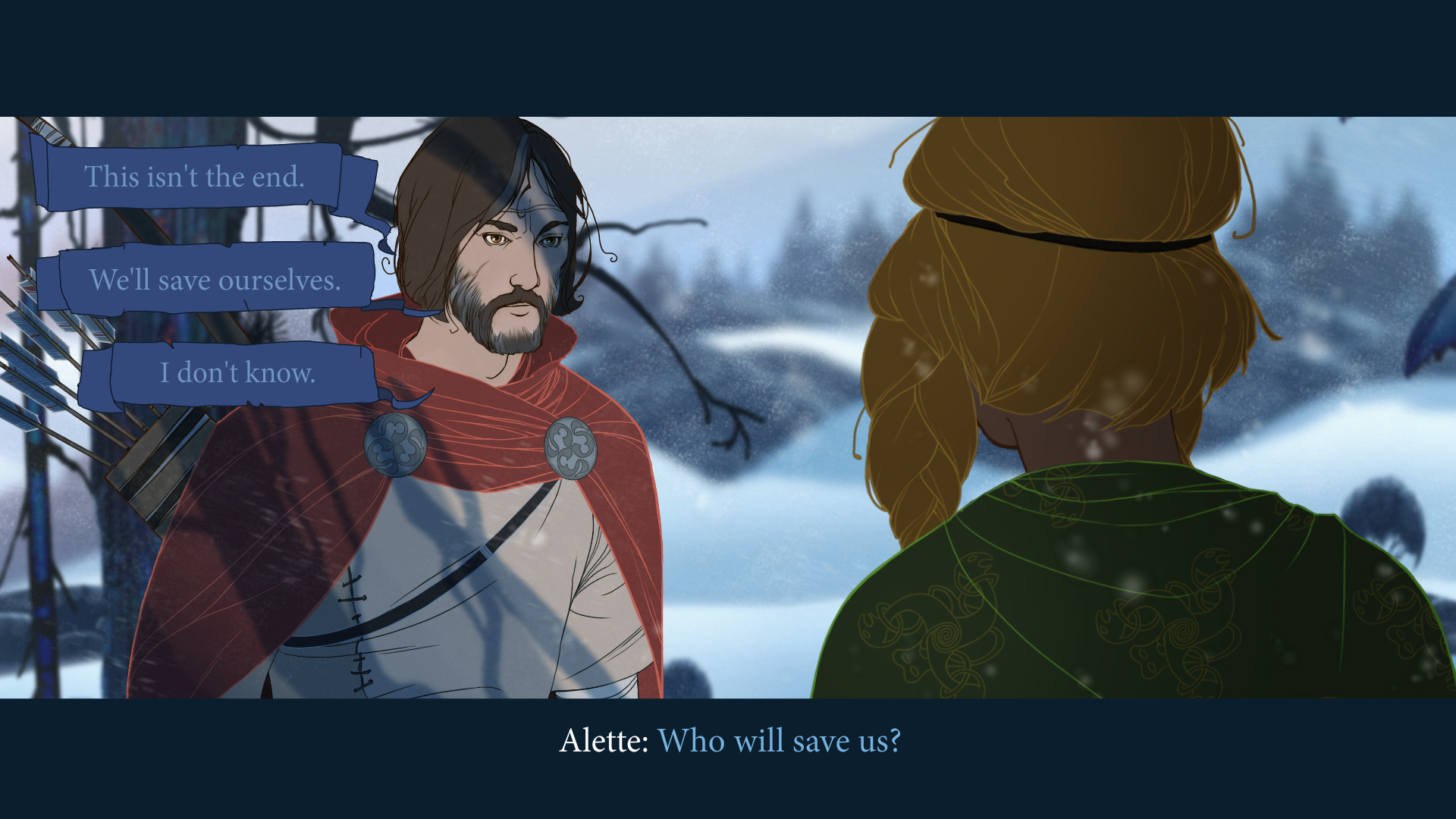
Ett dialogträd som implementerats i datorspelet The Banner Saga, där frågan som spelfiguren ställer syns längst ned och tre möjliga svar som spelaren kan välja listas till vänster.

Spelaren stöter vanligtvis på denna mekanik genom att prata med en icke-spelbar figur (eller när en icke-spelbar figur väljer att prata med spelaren) och sedan väljer en förvald dialograd från en meny. När spelaren har valt vad denne vill säga, svarar den icke-spelbara figuren och spelaren väljer sedan vad denne vill säga en gång till. Denna cykel fortsätter tills konversationen slutar. Konversationen kan sluta när spelaren väljer att säga adjö, när den icke-spelbara figuren inte har någonting mer att säga eller när spelaren gör en dåligt val (kanske förargar den icke-spelbara figuren så att denne lämnar konversationen).

## Värde och intryck
Denna mekanism låter speldesigners tillhandahålla interaktiva konversationer med icke-spelbara figurer utan att behöva ta itu med utmaningarna med att skapa en behandling av naturligt språk inom artificiell intelligens. I spel som Monkey Island kan dessa konversationer hjälpa till att demonstrera vissa figurers personlighet.